# Qarabūlaq (Türkıstan)
Qarabūlaq (in kazako Қарабұлақ?) è una città situata nella parte sud-orientale della regione di Türkıstan, sul fiume Kara Su.

## Società

### Evoluzione demografica
La popolazione di circa 45.000 persone è circa per il 99% uzbeki, per il 1% kazaki, uiguri, con minoranze azere, cecene, tagiche ed russa.

## Storia
La storia dell'insediamento di Qarabūlaq risale al periodo di massimo splendore della Grande Via della Seta. Qarabūlaq si trova intorno ai fiumi Karasu e Kaynarbulak, che provengono da sorgenti alla testa del villaggio originario di Qarabūlaq. Carovane con mercanti, in viaggio dalla Cina a ovest e ritorno, si fermarono temporaneamente per una sosta vicino alle acque sorgive. I legami degli ex mercanti contribuirono allo sviluppo degli scambi commerciali con le carovane di passaggio. Così, a quei tempi, furono gettate le basi per un grande bazar di abbigliamento e bestiame a Qarabūlaq, dove si riunivano e si radunavano mercanti e acquirenti di tutti i villaggi vicini e lontani e gli aul.
Fino al 1598 Karabulak faceva parte del Bukhara Khanate. Dal 1598 al 1784 fece parte del Khanato kazako. Fino al 1809 faceva parte dello stato di Tashkent. Dal 1809 al 1876 Karabulak fece parte del Kokand Khanate[7]. Dal 1876 al 1917 Qarabūlaq fece parte dell'Impero russo. Dal 1917 al 1924 fece parte dell'ASSR del Turkestan. Dopo che i bolscevichi realizzarono la delimitazione territoriale nazionale in Asia centrale, Qarabūlaq divenne parte dell'ASSR kirghisa (dal 1920 al 1925), successivamente ribattezzata SSR kazaka (dal 1925 al 1936). Secondo i risultati della riforma amministrativa del 1936, la SSR kazaka fu ribattezzata SSR kazaka. Dopo il crollo dell'URSS, la Repubblica del Kazakistan divenne il successore legale della SSR kazaka.

## Scuole di Karabulak
1. Scuola secondaria generale n. 100 intitolata. Usarkul haji Iriskulov
2. Scuola secondaria generale n. 41 intitolata. Zhambyl
3. Scuola secondaria generale n. 42 intitolata. Furkat
4. Scuola secondaria di base n. 92 intitolata. Aksu
5. Scuola secondaria generale n. 10 intitolata. Karabulak
6. Scuola secondaria generale n. 77 intitolata. Hamza
7. Scuola secondaria di primo grado. Dalabazar
8. Scuola secondaria di base n. 81 intitolata. M. Ulugbek
9. Scuola secondaria generale n. 101
10. Collegio numero 25 denominato. D. Kunaeva
11. Scuola secondaria generale n. 3 intitolata. Hamza
12. Scuola secondaria generale n. 17
13. Scuola Secondaria Primaria n. 104
14. Scuola superiore di base n. 75
15. Palestra scolastica n. 4
16. Scuola secondaria LLP intitolata a "Nizamkhan Sulaimanov"[4]